# Megaselia bulbicornis
Megaselia bulbicornis är en tvåvingeart som beskrevs av Borgmeier 1962. Megaselia bulbicornis ingår i släktet Megaselia och familjen puckelflugor. Inga underarter finns listade i Catalogue of Life.